# Abraham Elsevier (1654-1707)
Abraham Elsevier (Rotterdam, 27 december 1654 - aldaar, begraven op 21 april 1707) speelde een prominente rol in het stadsbestuur van Rotterdam tijdens de late 17e en vroege 18e eeuw.
Hij was een zoon van Isaac Elsevier en Anna Willems (van der Mast). In 1687 diende hij als schepen, waarna hij van 1689 tot 1706 lid was van de vroedschap van Rotterdam. Gedurende verschillende periodes tussen 1690 en 1706 vertegenwoordigde hij de stad op dagvaarten. Bovendien bekleedde hij de functie van burgemeester in de jaren 1697, 1698 en 1701. Naast zijn betrokkenheid bij het stadsbestuur vervulde Abraham Elsevier ook diverse andere stedelijke ambten. 
Op 11 februari 1680 trad hij te Hillegersberg in het huwelijk met Antonia Roosterman. Zijn laatste rustplaats vond hij op 21 april 1707 in de Waalse kerk te Rotterdam.
- Biografisch Portaal: 05412416